# Louis Spaak
Louis Spaak (1804-1893) was een Brussels architect.
Spaak heeft een opleiding gevolgd aan de Academie van Brussel en vervolgens aan de École des Beaux-Arts te Parijs.
Van 1830 tot 1867 was hij actief als provinciaal architect van Brabant. Met een streng-florentijns ontwerp won hij de architectuurwedstrijd voor het nieuwe stapelhuis van Brussel (1842).
Hij ontwierp tal van kerken en utiliteitsgebouwen, waaronder gemeentehuizen, scholen en dergelijke. Terwijl in de kerken de neogotiek overheerste, werden de utiliteitsbouwwerken vaak gekenmerkt door een neoclassicistische stijl.

## Werken
- Gemeentehuis van Beigem, onderwijzerswoning en school